# Flughafen Dublin

i7
i11
i13
Der Flughafen Dublin (englisch Dublin Airport, irisch Aerfort Bhaile Átha Cliath, IATA-Code: DUB, ICAO-Code: EIDW) ist der internationale Verkehrsflughafen der irischen Hauptstadt Dublin. Er ist der größte Flughafen des Landes sowie mit über 30 Millionen Fluggästen pro Jahr unter den 20 größten Flughäfen in Europa und dient als Heimatbasis für die Fluggesellschaften Aer Lingus und Ryanair.

## Geschichte

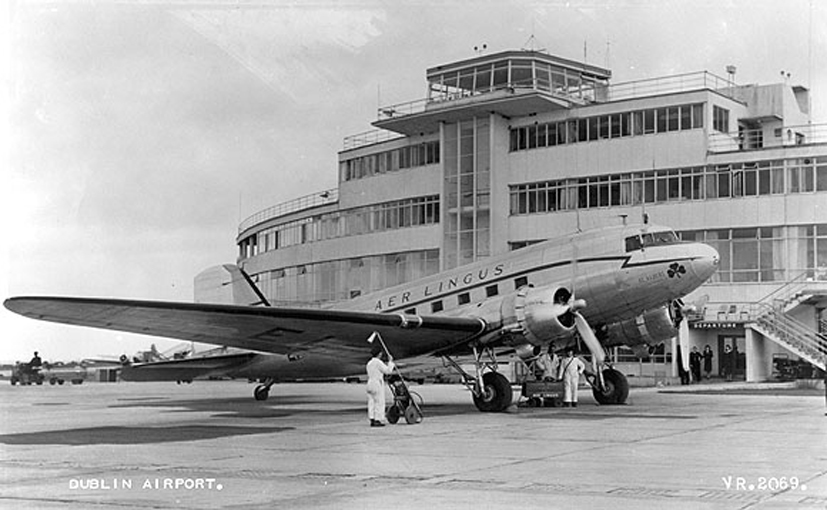
Douglas DC-3 der Aer Lingus um das Jahr 1950 vor dem ersten Terminalgebäude

Der Flughafen von Dublin wurde im Jahre 1940 eröffnet. Dublin Airport erfuhr ein rasantes Wachstum und hatte bis 2008 bei einem Jahreszuwachs von 15 % die 23,4-Millionen-Passagier-Marke übersprungen, bevor die Rezession gegen Ende des Jahrzehnts auch dem Ausbau des Flughafens Probleme bereitete. Dennoch wurde im November 2010 das neue, für 600 Mio. € errichtete Terminal T2 eröffnet. Damit hat der Flughafen eine theoretische Gesamtkapazität von 35 Millionen Passagieren im Jahr. Im Jahr 2015 wurde mit 25 Millionen Passagieren die Zahl von vor der Finanzkrise erstmals wieder übertroffen.
Im Jahr 2016 begann der Bau einer neuen, 3.110 Meter langen Start- und Landebahn im Norden des Flughafens. Sie verläuft in ca. 1.700 Metern Entfernung parallel zum vorherigen, 2.637 Meter langen Haupt-Runway 10R/28L und ersetzt die zwischenzeitlich geschlossene und zuletzt zum Abstellen von Flugzeugen genutzte Bahn 11/29. Die Eröffnung war zunächst für das Jahr 2021 geplant und erfolgte schließlich am 24. August 2022 unter der Bezeichnung 10L/28R.

## Lage und Verkehrsanbindung

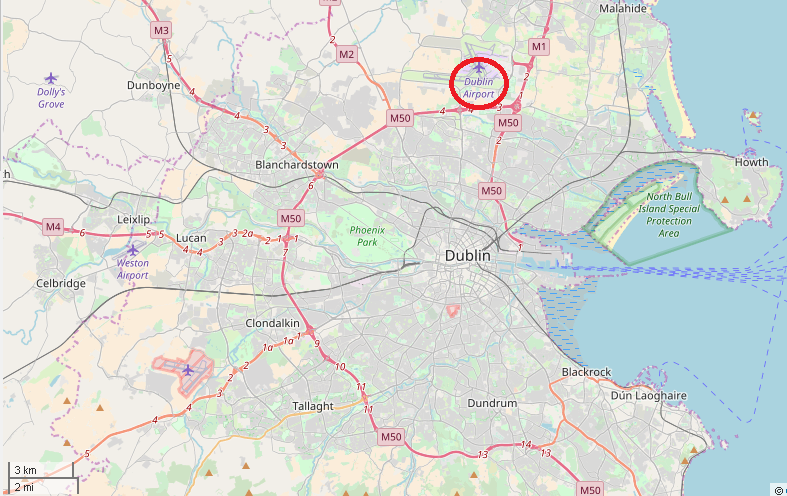
Lage des Flughafens in Dublin

Der Flughafen liegt etwa zehn Kilometer nördlich des Stadtzentrums an der Autobahn M1 nach Belfast.
Dublins Innenstadt ist per Bus mit dem „Airlink“ (Linien 747 und 757) von Dublin Bus in ca. 25 min und den Linien 16, 16a, 41, 102 je nach Tageszeit in ca. 40–60 min zu erreichen.
Der Expressbus „Aircoach“ verbindet den Flughafen mit dem Zentrum in ca. 30 min und bindet zusätzlich die südlichen Stadtteile Leopardstown und Donnybrook sowie die Städte Greystones, Killiney, Limerick und Cork an.
Ein Taxi in das Zentrum benötigt etwa 30 min.
Andere Orte in Irland sind mit der Busgesellschaft Bus Éireann erreichbar.
Der Flughafen soll künftig über eine geplante U-Bahn-Strecke des MetroLink-Projekts an das Dubliner Stadtzentrum angebunden werden.

## Flughafenanlagen

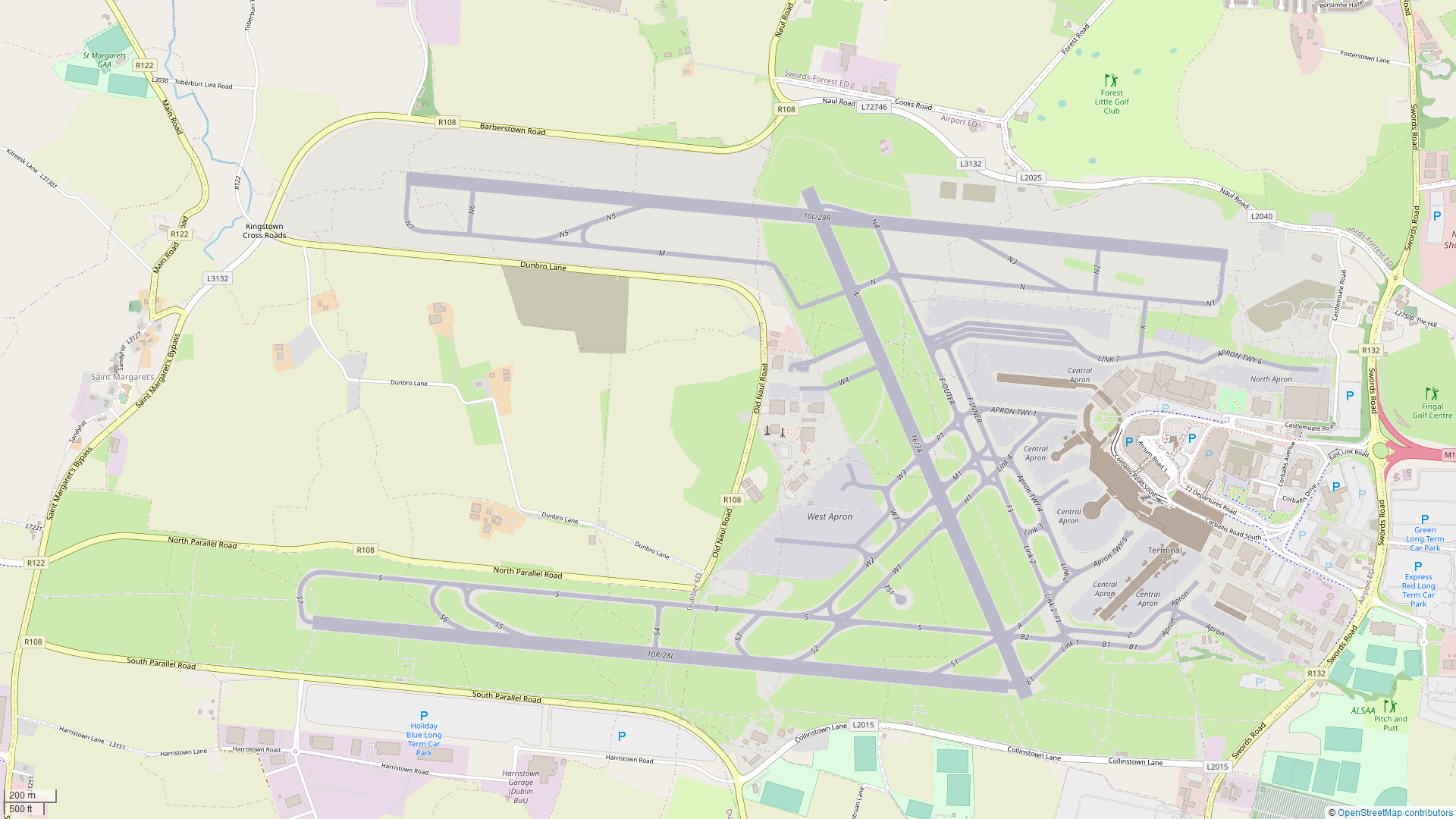
Übersicht des Flughafengeländes

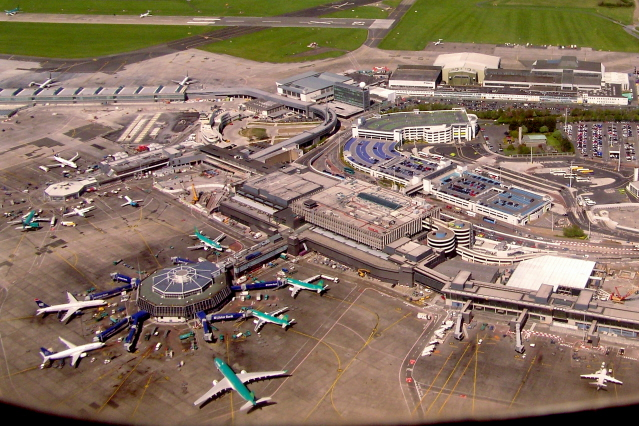
Zentraler Gebäudekomplex des Flughafens vor dem Bau von Terminal 2

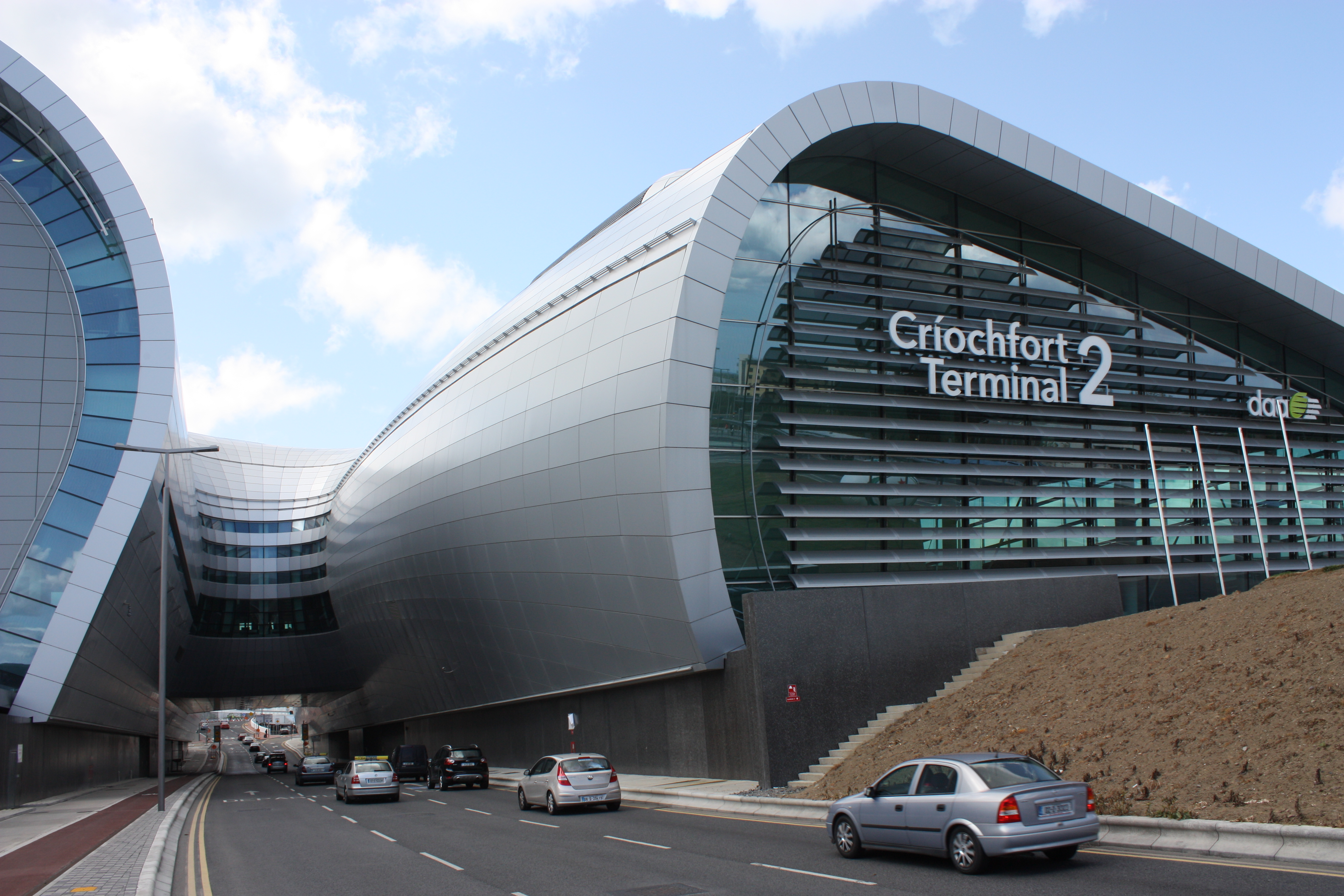
Terminal 2

### Terminals
Der Flughafen Dublin verfügt über zwei Terminals zur Abfertigung von Reisenden.

#### Terminal 1 – Piers A, B und D
Das Terminal 1 besteht aus drei als Piers bezeichneten Gebäudeteilen. Pier A ist der älteste und größte Bereich, Pier B ein kleinerer Flügel nordwestlich von diesem. Der erst 1999 eröffnete und östlich von Pier A gelegene Pier C musste dem Bau des neuen Terminals 2 weichen. Pier D im Norden von Pier B ist die neueste Erweiterung aus dem Jahr 2004 und speziell auf die Bedürfnisse von Billigfluggesellschaften wie der hier beheimateten Ryanair abgestimmt. In Terminal 1 wird gegenwärtig noch ein Großteil der von und nach Dublin verkehrenden Fluggesellschaften abgefertigt, darunter die Mitglieder der Star Alliance, von denen jedoch einige sukzessive in das neue Terminal 2 übersiedeln werden.

#### Terminal 2 – Pier E
Im November 2010 eröffnete östlich der bestehenden Anlagen das neue Terminal 2, auch als Pier E bezeichnet. Das 600 Millionen Euro teure Gebäude verfügt über 75.000 m² Fläche sowie 19 Fluggastbrücken und kann im Jahr bis zu 15 Millionen Passagiere abfertigen. Terminal 2 dient als neue Heimatbasis der Aer Lingus und fertigt zudem alle Flüge nach Nordamerika und in die Vereinigten Arabischen Emirate ab.

## Fluggesellschaften und Ziele
Dublin verfügt über zahlreiche Verbindungen zu regionalen, europäischen und einigen nordamerikanischen Flugzielen.
| 1                                           | London Heathrow         | 1.856.475 |
| 2                                           | London Gatwick          | 1.348.342 |
| 3                                           | Amsterdam               | 1.216.326 |
| 4                                           | Manchester              | 1.004.212 |
| 5                                           | Birmingham              | 947.507   |
| 6                                           | London Stansted         | 907.220   |
| 7                                           | Frankfurt               | 761.819   |
| 8                                           | Paris-Charles de Gaulle | 760.333   |
| 9                                           | Edinburgh               | 666.776   |
| 10                                          | Málaga                  | 657.700   |
| Quelle: Central Statistics Office (Ireland) |                         |           |

## Verkehrszahlen
| Jahr | Fluggastaufkommen | Fluggastaufkommen | Fluggastaufkommen | Fluggastaufkommen | Luftfracht (Tonnen) | Flugbewegungen |
| Jahr | National          | International     | Transit           | Gesamt            | Luftfracht (Tonnen) | Flugbewegungen |
| ---- | ----------------- | ----------------- | ----------------- | ----------------- | ------------------- | -------------- |
| 2023 | 152.000           | 33.110.900        | ?                 | 33.262.900        | 152.800             | 229.800        |
| 2022 | 125.700           | 27.667.600        | ?                 | 27.793.300        | 142.400             | 199.500        |
| 2021 | 37.900            | 8.228.400         | ?                 | 8.266.300         | 144.300             | 82.500         |
| 2020 | 31.700            | 7.235.500         | ?                 | 7.267.200         | 123.200             | 80.500         |
| 2019 | 103.896           | 32.572.741        | 234.590           | 32.911.227        | 133.229             | 238.998        |
| 2018 | 111.850           | 31.146.011        | 237.743           | 31.495.604        | 143.708             | 233.185        |
| 2017 | 94.276            | 29.285.415        | 202.617           | 29.582.308        | 144.913             | 223.197        |
| 2016 | 93.731            | 27.641.025        | 172.628           | 27.907.384        | 134.207             | 215.078        |
| 2015 | 80.079            | 24.869.307        | 99.933            | 25.049.319        | 137.267             | 197.870        |
| 2014 | 70.795            | 21.636.533        | 4.639             | 21.711.967        | 127.448             | 180.334        |
| 2013 | 65.392            | 20.093.635        | 7.756             | 20.166.783        | 113.482             | 170.357        |
| 2012 | 60.572            | 19.031.776        | 7.301             | 19.099.649        | 111.100             | 163.670        |
| 2011 | 120.428           | 18.612.004        | 8.161             | 18.740.593        | 101.900             | 162.016        |
| 2010 | 369.010           | 18.052.312        | 9.742             | 18.431.064        | 105.300             | 160.320        |
| 2009 | 634.973           | 19.849.287        | 19.417            | 20.503.677        | 97.300              | 176.811        |
| 2008 | 844.594           | 22.557.426        | 64.691            | 23.466.711        | 107.300             | 211.890        |
| 2007 | 885.233           | 22.338.441        | 63.764            | 23.287.438        | 111.000             | 211.804        |
| 2006 | 813.177           | 20.274.309        | 108.896           | 21.196.382        | 107.200             | 196.641        |
| 2005 | 652.733           | 17.697.009        | 100.697           | 18.450.439        | 64.100              | 186.838        |
| 2004 | 690.205           | 16.372.011        | 76.157            | 17.138.373        | -                   | 182.175        |
| 2003 | 675.662           | 15.095.515        | 84.907            | 15.856.084        | -                   | 177.781        |
| 2002 | 650.965           | 14.310.485        | 123.217           | 15.084.667        | -                   | 181.874        |
| 2001 | 656.834           | 13.547.305        | 129.416           | 14.333.555        | -                   | 185.702        |
| 2000 | 661.062           | 13.030.426        | 152.040           | 13.843.528        | -                   | 180.245        |
| 1999 | 610.962           | 12.046.085        | 144.984           | 12.802.031        | -                   | 170.421        |
| 1998 | 539.444           | 10.978.094        | 123.562           | 11.641.100        | -                   | 162.086        |

## Zwischenfälle
- Am 19. September 1961 kam es mit einer Douglas DC-4 der britischen Starways (Luftfahrzeugkennzeichen G-ARJY) zu einer Bauchlandung nahe dem Flughafen Dublin. Alle 73 Insassen überlebten, das Flugzeug musste jedoch verschrottet werden.[11]

- Am 12. Juni 1967 sprang ein vom Flughafen Prestwick kommender Bristol 170 Freighter Mk.31E der Aer Turas (EI-APM) bei der Landung auf dem Flughafen Dublin mehrmals wieder hoch, woraufhin sich die Piloten zum Durchstarten entschlossen. Dabei kam es zum Ausfall des linken Triebwerks und zum Kontrollverlust in einer Linkskurve. Die linke Tragfläche kollidierte mit einer Dachwohnung; es kam zum Absturz. Beide Piloten, die einzigen Insassen, wurden getötet.[12]

- Am 22. Juni 1967 verunglückte eine Vickers Viscount 800 der Aer Lingus (EI-AOF) während eines Pilotentrainings 15 km nordwestlich des Flughafens Dublin. Die Maschine stürzte, vermutlich aufgrund eines Strömungsabrisses, aus geringer Höhe ab. Alle drei Piloten an Bord kamen ums Leben.[13]